# Vollkostenrechnung
Die Vollkostenrechnung  bezeichnet alle jene Systeme der Kostenrechnung, bei denen sämtliche Kosten auf den Kostenträger verrechnet werden. Sie befindet sich damit im Gegensatz zur Teilkostenrechnung.

Übersicht Vollkostenrechnung

## Ziel
Die Vollkostenrechnung hat zum Ziel, die effektiv oder planmäßig entstandenen Kosten eines Kostenträgers (Ware, Dienstleistung, Produkt) festzustellen. Daneben soll die Wirtschaftlichkeit des Entstehungsprozesses kontrolliert und eine Erfolgsrechnung ermöglicht werden.

## Ablauf
Typischerweise wird bei der Vollkostenrechnung zunächst eine Differenzierung der Kostenarten in Einzelkosten und Gemeinkosten vorgenommen, um dann mit Hilfe der Kostenstellenrechnung die Gemeinkosten nach dem Durchschnittsprinzip über mehr oder weniger differenzierte Verrechnungssätze auf den Kostenträger (Produkt, Erzeugnis) zu verrechnen.
Wie alle Kostenrechnungsverfahren ist auch die retrospektive Analyse der Vollkostenrechnung wegen der fehlenden Bindung an den bereits abgelaufenen Prozess ungeeignet, um einen steuernden Eingriff in ein laufendes betriebliches Geschehen zu ermöglichen.

## Kritik
Hauptkritikpunkt an der Vollkostenrechnung ist, dass bei diesem Verfahren die Kosten unabhängig von der Verursachung der Kosten (insbesondere der Ausbringungsmenge) auf die Kostenträger verrechnet werden (Fixkostenproportionalisierung). Beispielsweise werden die fixen Abschreibungskosten einem Produkt zugeschlüsselt, obwohl diese Kosten völlig unabhängig davon anfallen, ob das Produkt überhaupt, und wenn ja, in welcher Stückzahl produziert wird. Weiterhin wird argumentiert, dass eine verursachungsgerechte Verrechnung von Gemeinkosten nicht stattfindet. Als ein weiterer Kritikpunkt gilt, dass die Variabilität der fixen Kosten über den Zeitablauf nicht beachtet wird (ist die Zeitkoordinate hoch genug, werden alle Kosten variabel).
Bei Umlage der ermittelten Kosten auf die Produktpreise besteht weiterhin die Gefahr, dass die gängigen Marktpreise überstiegen werden, die erzielten Umsätze fallen und damit die auf das Produkt umgelegten Kosten weiter steigen, was letztlich eine Abwärtsspirale bewirkt.
Als Instrument zur Vorbereitung kurzfristiger (operativer) Entscheidungen ist die Vollkostenrechnung nicht geeignet. Aufgrund der ausschließlichen Verwendung von vergangenheitsorientierten Istkosten sowie der Einbeziehung der operativ irrelevanten Fixkosten ist eine fundierte Planung von Kosten ausgeschlossen. Eine nachträgliche Analyse der Ursachen von Kostenabweichungen ist aufgrund nicht vorhandener Plankosten schlicht unmöglich.

### Gegenargumente
Die Verfechter der Vollkostenrechnung hingegen argumentieren, dass ein Unternehmen, um überleben zu können, mittel- bis langfristig sämtliche Kosten durch seine Umsätze decken können muss (langfristige Preisuntergrenze) und daher alle Kosten seinen Erzeugnissen zuordnen soll. Die Vollkostenrechnung wird meistens für abgeschlossene Geschäftsjahre angewendet, um einen genauen Überblick über den Deckungsbeitrag der Kostenträger zu bekommen.
Eine Rechnung nur auf Teilkostenbasis kann dazu verführen, dass man Kostenträger weiter anbietet, obwohl sie sich unter Berücksichtigung der Gesamtkosten nicht lohnen würden, bzw. Produkte fördert, die weniger rentabel als andere sind.
Beispiel: Ein Unternehmen steht vor der Frage, welches seiner zwei Produkte zukünftig stärker gefördert werden soll. Die Zentrale (Verwaltung mit Logistikzentrum) kostet 100 t€/Jahr. Produkt A verursacht 20 % der Kosten, Produkt B 80 %. Produkt A hat einen Deckungsbeitrag (DB) nach Abzug der Einzelkosten von 160 t€, Produkt B von 200 t€. Würde man nun die Kosten der Zentrale anteilsmäßig anrechnen (also Vollkostenrechnung), so hätte nun Produkt A einen DB von 140 t€ (160 t€ − 20 t€) und Produkt B 120 t€ (200 t€ − 80 t€).
Nach der Vollkostenrechnung würde man demnach Produkt A fördern. Berücksichtigt man die Fixkosten aber nicht, so würde Produkt B gefördert werden.
Die Vollkostenrechnung ist demnach für langfristige Planungen unerlässlich.

## Praxisrelevanz und Rechtsprechung
Trotz heftiger jahrzehntelanger Kritik an diesem Verfahren ist die Vollkostenrechnung in ihren verschiedenen Varianten auch heute noch das gebräuchlichste Kostenrechnungsverfahren. Nach IAS/IFRS sind Herstellungskosten, etwa in der Bewertung des Vorratsvermögens (IAS 2) oder des Sachanlagevermögens (IAS 16), nach der Methode der Vollkosten zu ermitteln. Das heißt, es werden alle der Produktion zurechenbaren Gemeinkosten mit einbezogen.
Auch die Rechtsprechung hat sich mit Fragen der Vollkostenrechnung befasst. Das Reichsgericht war noch – zumindest in Kriegszeiten – von den Vollkosten und einem Gewinnzuschlag bei der Ermittlung eines angemessenen Preises ausgegangen. Der Bundesgerichtshof versagt indes bei der Ermittlung des Verletzergewinns das Vollkostenmodell, sondern billigt lediglich einen Teil der Gemeinkosten (nur Gemeinkosten mit einem unmittelbaren Bezug zur erbrachten Leistung) und sämtliche Einzelkosten zu. Nicht angerechnet werden dürfen Fixkosten, die als reine Bereitschaftskosten „ohnehin“ angefallen wären. Das Urteil war erst möglich geworden, seitdem sich in der Betriebswirtschaftslehre die Teilkostenrechnung durchgesetzt hatte.